# Rhodesian Ridgeback
Der Rhodesian Ridgeback ist eine von der FCI anerkannte Hunderasse aus Südafrika und Simbabwe (FCI-Gruppe 6, Sektion 3, Standard Nr. 146). Die Rasse wird in vielen Teilen der Welt zur Jagd von Wild verwendet, aber auch als Wachhund und Familienhund gehalten.

## Herkunft und Geschichtliches
Der Rhodesian Ridgeback ist die einzige anerkannte Hunderasse, die dem südlichen Afrika entstammt. Sie basiert auf alten Rassen der ehemaligen Kapkolonie. Diese Hunde, vor allem die der Khoi-Khoi, zeigten den umgekehrten Aalstrich, den Ridge. Sie spürten auf weite Entfernungen das Wild auf, warnten vor Gefahren und beschützten die Siedlungen. Sie wurden später von den Kolonialherren mit anderen Rassen gekreuzt und zur Bewachung ihrer Farmen und zur Jagd auf Löwen und anderes Großwild eingesetzt. Ihre Aufgabe war, Jagdwild aufzuspüren und so lange am Platz zu binden, bis die Jäger vor Ort waren. Der Originalstandard des Rhodesian Ridgeback, 1922 aufgestellt von dem Briten Francis Richard Barnes in Bulawayo, Zimbabwe, basierte auf dem Dalmatiner-Standard und wurde 1926 von der Kennel Union des Südlichen Afrika anerkannt.

## Beschreibung

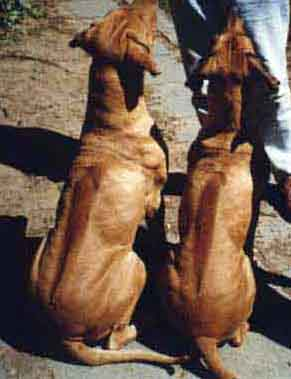
Dieser „Ridge“ auf dem Rücken gibt der Rasse den Namen

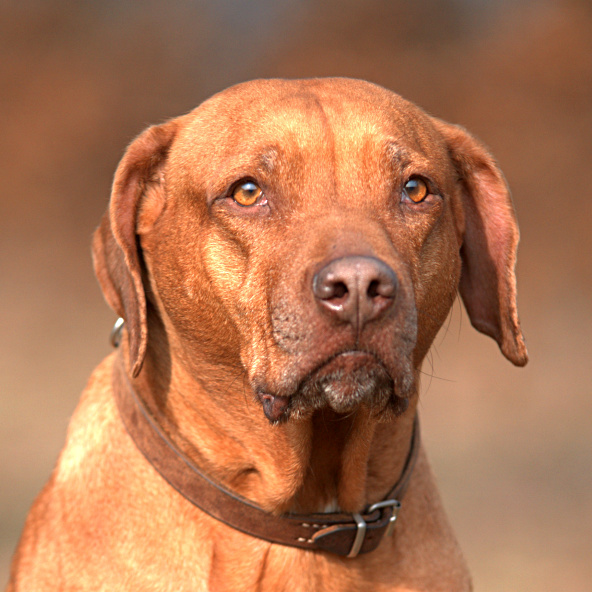
Rhodesian Ridgeback mit leberfarbener Nase und bernsteinfarbenen Augen: „Livernose“

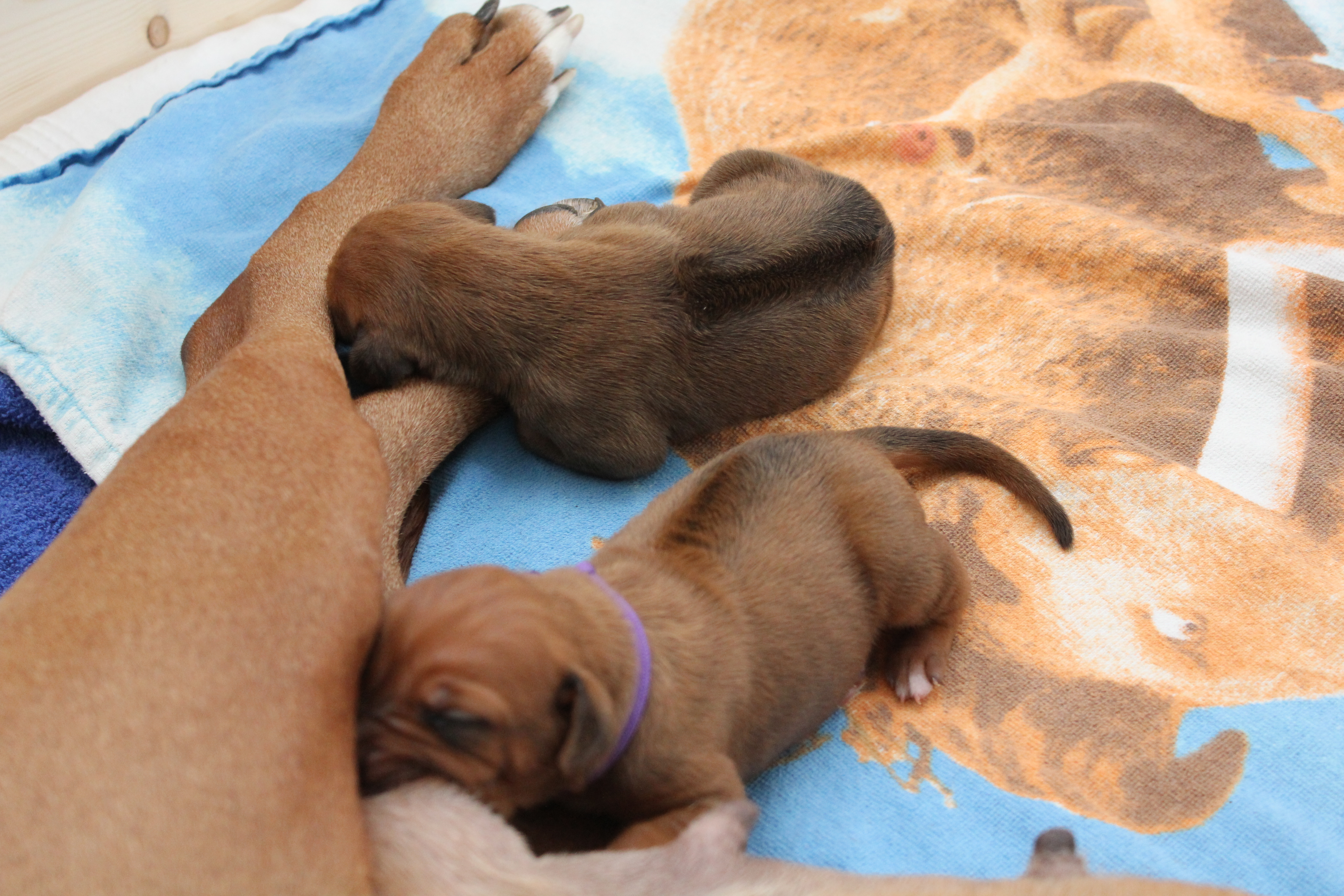
Drei Tage alte Rhodesian-Ridgeback-Welpen. Zu erkennen ist hier der bereits im Mutterleib angelegte und klar definierte Ridge.

Ein Rhodesian Ridgeback wird 63 bis 69 cm groß (Widerristhöhe) und wiegt etwa 36,5 kg. Hündinnen werden etwa 32 kg schwer und bis zu 66 cm groß. Die Hunde sind muskulös, mit einer tiefen Brust, mäßig gewölbten Rippen und leicht gewölbten Lenden. Der Hals ist eher lang, das Fell kurz, dicht, glatt und hell weizenfarben bis rot weizenfarben, gelegentlich mit schwarzer Schnauze und dunklen Ohren, der sogenannten Maske. Manche Hunde haben eine weiße Behaarung an der Brust oder den Zehen. Gemäß FCI-Standard sollte ein Rhodesian Ridgeback dunkle Augen zu schwarzer Nase oder bernsteinfarbene Augen zu heller „leberfarbener“ Nase haben. Die Ohren sind am Kopf dicht anliegend, hoch angesetzt und mittelgroß.
Der Ridge bezeichnet einen Haarkamm, bei dem das Fell entgegen der normalen Haarwuchsrichtung wächst. Er bildet das auffälligste Merkmal der Rasse. Neben dem Rhodesian Ridgeback gibt es nur zwei weitere Hunderassen, die dieses Merkmal ebenfalls aufweisen, den Thai Ridgeback und den Phu Quoc Ridgeback. Medizinisch handelt es sich beim Ridge eigentlich um eine milde Form der Spina bifida (offener Rücken), die eine Prädisposition für einen Dermalsinus darstellt. Daraus können sich Komplikationen ergeben, da sich Hautinfektionen entlang des Sinus bis ins Rückenmark ausbreiten können.
Die Zuchtordnung des britischen Rasseclubs hielt bis 2008 fest, dass ohne Ridge geborene Welpen getötet werden sollten. Nachdem diese Regelung im Rahmen des Dokumentarfilms Pedigree Dogs Exposed publik gemacht wurde, hat der Club sie inzwischen aus seinen Zuchtvorschriften gestrichen.

## Wesen
Der FCI-Standard beschreibt Rhodesian Ridgebacks als „würdevoll, intelligent, Fremden gegenüber zurückhaltend, aber ohne Anzeichen von Aggressivität oder Scheu“.
Rhodesian Ridgebacks werden als Jagdhunde für die Fährten- und Schweißarbeit, als Mantrailer oder  Rettungshunde eingesetzt. Sie sind für Hundesportarten wie Agility, Obedience oder Lure-Coursing geeignet. In Deutschland ist die Rasse nicht als Jagdgebrauchshundrasse anerkannt.

## Rasseliste
Der Rhodesian Ridgeback stand von 1992 bis 2002 auf der Rasseliste in Bayern. Er wurde bei Einführung der Verordnung über Hunde mit gesteigerter Aggressivität und Gefährlichkeit in Bayern 1992 als Rasse eingestuft, bei der die Eigenschaft als Kampfhund vermutet wird, solange nicht für den einzelnen Hund nachgewiesen wird, dass dieser keine gesteigerte Aggressivität und Gefährlichkeit aufweist. 2002 wurde er von dieser Liste gestrichen, weil – so begründete das Innenministerium – nach einer Reihe von Überprüfungen von der ursprünglich vermuteten Gefährlichkeit nicht mehr ausgegangen werden könne.
Die Rasse steht im Schweizer Kanton Glarus auf der Rasseliste, die Haltung ist dort bewilligungspflichtig.
Im September 2019 wurde der Rhodesian Ridgeback in der Stadt Haigerloch auf die örtliche Rasseliste gesetzt, doch im November 2021 wieder von dieser Liste gestrichen.